# Anne Allex
Anne Allex (geboren am 29. Dezember 1958; gestorben am 28. April 2023 in Berlin) war eine sozialpolitische Aktivistin und Autorin. Sie engagierte sich für zahlreiche soziale Themen, indem sie sich für die Rechte armer Menschen einsetzte, und wurde vor allem für ihre Kritik der Einführung des Hartz-IV-Systems bekannt, worüber sie 2006 das Buch Schwarzbuch Hartz IV veröffentlichte.

## Bildungsweg und Berufsleben
Nach ihrem Schulabschluss im Jahr 1981 studierte Allex an der Universität Leipzig Lehramt für politische Ökonomie. Nach erfolgreichem Abschluss arbeitete sie als wissenschaftliche Assistentin von September 1986 bis September 1990 an der Gewerkschaftshochschule Bernau. Aufgrund der Vereinigung der DDR und der BRD 1990 wurde sie erwerbslos.
Zu diesem Zeitpunkt stand sie vor vielen Schwierigkeiten und machte es sich zur Aufgabe, „das kapitalistische Gesellschaftssystem, in das sie wie so viele hineingeschleudert wurde, radikal und genau zu analysieren“. Sie setzte sich in ihrem Leben für zahlreiche soziale Themen ein, „[ob] als Mitglied des (bundesweiten) Runden Tisches gegen Erwerbslosigkeit und Ausgrenzung, als Mitherausgeberin des ‚Schwarzbuch Hartz IV‘ [oder] als Mitbegründerin des Notruftelefons gegen drohende Zwangsumzüge von Hartz IV-Betroffenen“. „Kein Mensch ist asozial“ ist eine ihrer bekanntesten Aussagen und geht auf den Kampf gegen soziale Ausgrenzung zurück. Als Mitgründerin des „Arbeitskreises Marginalisierte Gestern und Heute“ im Jahr 2007 befasste sie sich explizit mit diesem Thema, wobei besonders die soziale Ausgrenzung in Zeiten des Nationalsozialismus thematisiert wurde.
Allex beteiligte sich an der Gründung eines Nothilfetelefons, bei dem sich Menschen melden konnten, die aufgrund ausbleibender Zahlungen des Staates ihre Wohnung zu verlieren drohten. Als sie 2020 krank wurde, musste sie ihr Engagement einstellen.
Am 28. April 2023 starb Allex in Berlin an den Folgen einer Erkrankung.

## Veröffentlichte Werke
- Sozialrassistische Verfolgung im deutschen Faschismus. Kinder, Jugendliche, Frauen – schwieriges Gedenken. AG SPAK Bücher, Neu-Ulm 2017, ISBN 978-3-945959-21-3
- Stop Trans*-Pathologisierung. Berliner Beiträge für eine internationale Kampagne. AG SPAK Bücher, Neu-Ulm 2012, ISBN 978-3-940865-36-6
- Den Maschinen die Arbeit, uns das Vergnügen. AG SPAK Bücher, Neu-Ulm 2011, ISBN 978-3-940865-26-7
- Krank-sein in den Zeiten VON HARTZ IV und "Gesundheitsreformen. 2009
- ausgesteuert ... ausgegrenzt – angeblich asozial. AG SPAK Bücher, Neu-Ulm 2009, ISBN 978-3-930830-56-5
- Wohnst du noch oder haust du schon? Zur Wohnungsfrage nach dem SGB II. Fachhochschul-Verlg, Frankfurt am Main 2007, ISBN 978-3-936065-84-8
- Schwarzbuch Hartz IV. Assoz. A, Berlin 2006, ISBN 3-935936-51-6
- Arbeitsdienst – wieder salonfähig! Fachhochschul-Verlg, Frankfurt am Main 2005, ISBN 3-936065-57-8
- Nach den Sternen greifen. Bedingungsloses Grundeinkommen für alle. 2004
- mit Wolfgang Bürger: Arbeitnehmer als Innovatoren. Trafo-Verl. Weist, Berlin 1997, ISBN 978-3-89626-076-5